# Mollebos (Driebergen)
Het Mollebos, ook wel Driebergse bos genoemd, is een 42 hectaren groot gemengd bos met zandverstuivingen tussen Maarn en Driebergen in de provincie Utrecht. Het Mollebos is vernoemd naar Hendrik de Mol van Otterloo, voormalig eigenaar van Landgoed De Horst.  Begin 2023 heeft de gemeente Utrechtse Heuvelrug het Mollebos verkocht aan Den Treek-Henschoten.
Enkele honderden meters voor de zandafgraving in Maarn lag tot december 1991 de verzorgingsplaats Mollebos aan de A12 Den Haag-Arnhem. Sinds 2013 ligt er het ecoduct Mollebos.

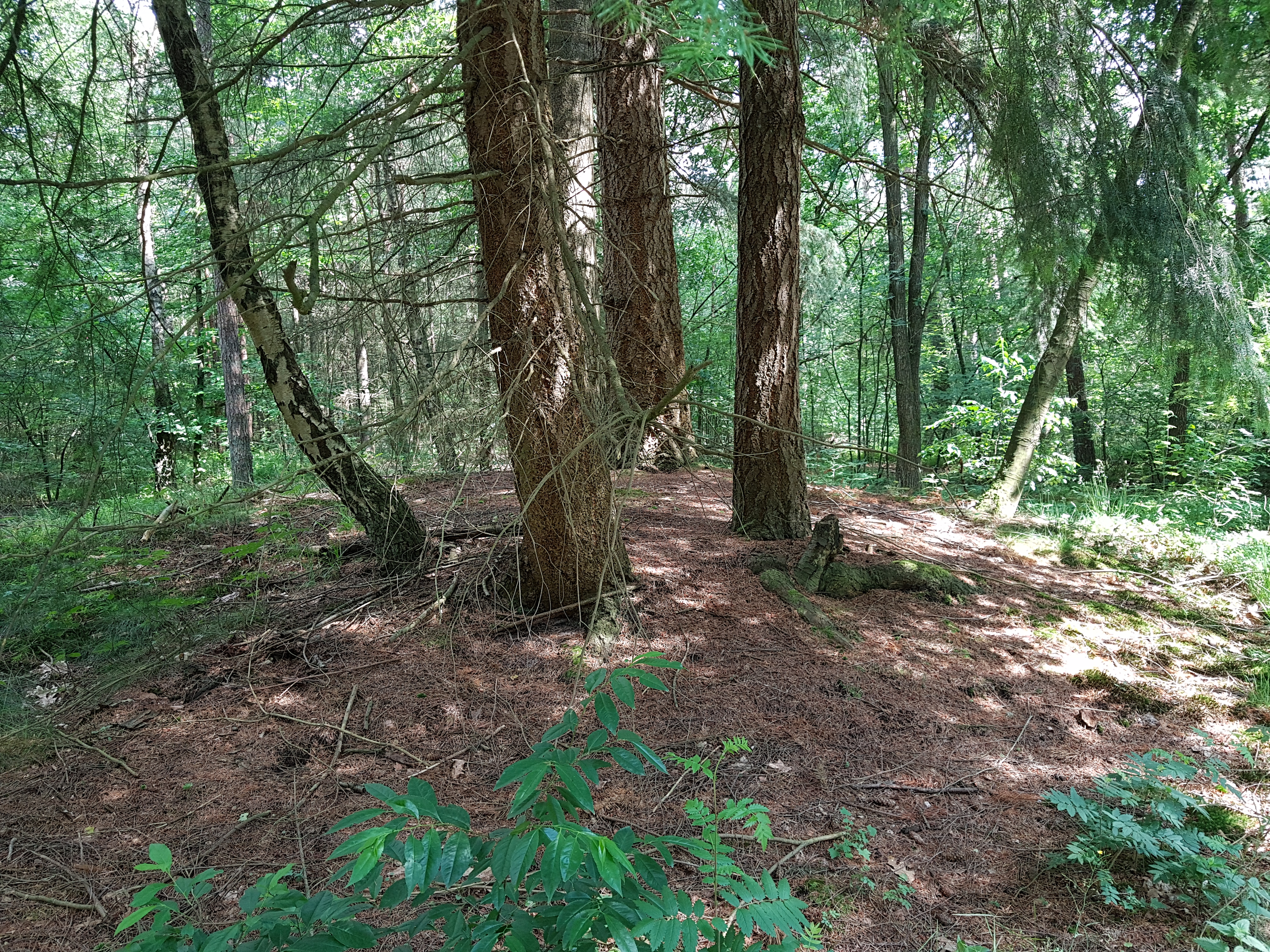
een van de grafheuvels in het gebied